# 加藤公一
加藤 公一（かとう こういち、1964年4月6日 - ）は、日本の元政治家。民主党所属の元衆議院議員（4期）。株式会社TBM監査役。
内閣総理大臣補佐官（国家戦略及び国会対策担当）、法務副大臣（鳩山由紀夫内閣・菅直人内閣）を務めた。

## 来歴
東京都千代田区神田生まれ。駒場東邦中学校・高等学校、上智大学理工学部電気電子工学科卒業。大学卒業後、リクルートに8年間勤めた。
2000年、第42回衆議院議員総選挙に東京20区から民主党公認で出馬し、公明党の大野由利子、自由民主党の元職で党の公認を得られず無所属で出馬した清水清一朗らを破り、初当選。2003年、党役員室次長に就任。
2003年の第43回衆議院議員総選挙では、自民党の公認を得て再出馬した清水清一朗を破り、再選。
2005年の第44回衆議院議員総選挙では、東京20区で自民党の木原誠二に敗れたが、重複立候補していた比例東京ブロックで復活し、3選。
2009年の第45回衆議院議員総選挙では前回敗れた木原を破り、4選。鳩山由紀夫内閣で法務副大臣に任命され、菅直人内閣でも再任。2010年9月、菅直人第1次改造内閣発足により法務副大臣を退任し、内閣総理大臣補佐官（国家戦略及び国会対策担当）に就任。同年10月、　菅直人の後任の民主党東京都連会長に就任した。2011年1月発足の菅直人第2次改造内閣でも首相補佐官に再任されたが、東日本大震災の発生を受け、前内閣官房長官の仙谷由人が内閣官房副長官に起用され、仙谷の起用に伴い官房副長官の藤井裕久は首相補佐官に転じた。首相補佐官の定員は5名で、当時加藤の他に寺田学、細野豪志、芝博一、辻元清美の4名の首相補佐官が置かれていたため、藤井の首相補佐官就任に伴い、入れ替わる形で加藤が首相補佐官を退任した。
2011年9月、国会対策委員長代理に就任。しかし、直後の第178回国会の会期延長をめぐり、国会対策委員長の平野博文に辞表を提出。辞表は受理されず、輿石東幹事長により1ヶ月間の謹慎処分が下された。
2012年10月、民主党東京都連会長選挙に再出馬するも、投票前に立候補を辞退した。
2012年の第46回衆議院議員総選挙では東京20区で前回下した木原に敗れ、比例復活もならず落選。落選後も民主党の支部長として政治活動を続けていた。
2014年の第47回衆議院議員総選挙にも東京20区から民主党公認候補として再出馬する意向を示し党執行部に公認を申請していたが、同年11月の衆議院解散直後に党執行部が東京都第25区支部長の元職竹田光明を20区に「国替え」させ擁立（25区には元都議を擁立）し、加藤は候補者から外された。加藤は民主党の公認を得られず、無所属での立候補は無謀との判断から出馬を断念した。

## 人物
- 「現代用語の基礎知識2002」別冊で「いまが読める人物ファイル！」の1人に選出された[7]。
- リクルート退社後、「週刊SPA!」にコラムを連載していたことがある。
- 聖飢魔IIのデーモン小暮は、バンド時代の友人で選挙応援を行った事もある[8]。
- 2011年の民主党東京都連会長就任に際しては、退任する菅直人の後任に菅グループ所属の加藤、小沢グループ所属の松原仁（東京都第3区選出）の2名が名乗りを上げた。一時は投票による選出が有力視されたが、直前に菅が調整に乗り出し、結局「加藤会長・松原副会長」の体制で決着した。

## 政策・主張
- 菅グループ系議員では珍しい、改憲論者として知られていた[9]。
- 法務副大臣のときに、凶悪事件の時効を撤廃した[10]。
- 路上喫煙防止に熱心で「歩きタバコ禁止法」（軽犯罪法の一部を改正する法律案）などの議員立法の提出者となっている。
- 2008年1月のガソリン国会では、民主党のガソリン値下げ隊副隊長を務めた。
- 麻生内閣当時、民主党「亡国の予算を検証する勉強会」に参加し[11]、補正予算の中に含まれていた国立メディア芸術総合センターを「国営マンガ喫茶」と批判した。
- 永住外国人への選挙権付与に反対しており、2009年11月17日の衆議院法務委員会でも、国政選挙権の付与を否定するとともに地方選挙権について慎重に判断すべき旨の答弁をした[12]。
- 選択的夫婦別姓制度の導入に賛成[13]。

## 役職（過去も含む）
- 衆議院倫理選挙特別委員会委員長
- 内閣総理大臣補佐官
- 法務副大臣
- 民主党国会対策委員長代理
- 民主党東京都連会長
- 日本ユネスコ国内委員会委員

## 活動内容
- 初当選時から「（1）将来にツケを残さない」「（2）公正（フェア）な国を創る」「（3）スジを通す」の3つを理念に掲げる。
- 当選直後の臨時国会では 1会期での質問主意書の提出数が衆議院第1位を記録する[14]。
- 2003年の総選挙に向けた「候補者発掘プロジェクト」の中心メンバーとして、古賀潤一郎や青木愛などを発掘した[15]。
- ナンバープレート課税を財源とした高速道路無料化を提言[16]。
- 大学医学部の医局による医師派遣について、2002年6月当時、厚生労働大臣の坂口力に法律違反だと指摘した[17]。
- 職業紹介の成功報酬型民間委託を提唱した[18]。
- 文教面では新しい発想の公立学校（コミュニティ・スクール）に取り組む[19]。
- 政治資金としては個人献金が多い[20][21][22]。